# Сакраменто (река)
Вижте пояснителната страница за други значения на Сакраменто.
Сакраменто (на английски: Sacramento River) е река в западната част на САЩ, най-голямата в щата Калифорния, вливаща се в Тихия океан. Дължината ѝ е 719 km, а площта на водосборния басейн – 71 432 km².
Река Сакраменто изтича от северния ъгъл на езерото Клиф, разположено на 1770 m н.в., в хребета Тринити, в западната част на окръг Шаста, в северната част на щата Калифорния. В най-горното си течение е типична планинска река, като тече на североизток, след което рязко завива на югоизток, протича през езерото Сискию и се влива в северозападния ръкав на големия язовир „Шаста“. След изтичането си от язовира излиза от планините и до устието си тече на юг в широка и плитка долина през северната част на Централната калифорнийска долина. В най-долното си течение се съединява с реките Американ Ривър и Сан Хуакин, с които образува обща делта, чрез която се влива в северната част на залива Сан Франциско на Тихия океан, при град Питсбърг.
Водосборният басейн на река Сакраменто обхваща площ от 71 432 km², като на север и запад той граничи с водосборните басейни на реките Кламат, Ийл Ривър и други по-малки, вливащи се в Тихия океан, а на изток и юг – с водосборните басейни на множество малки реки вливащи се в безотточни езера или завършващи в планински падини на обширната безотточна област в западната част на САЩ. Основни притоци: леви – Пит Ривър (333 km), Фетер (340 km), Сан Хуакин (589 km); десни – Котоноуд Крийк (109 km), Томас Крийк (100 km), Стони Крийк (118 km)..
Река Сакраменто има смесено дъждовно–снежно подхранване с ясно изразено пълноводие през пролетта и лятото, а през зимата често приижда в резултат от поройни дъждове във водосборният ѝ басейн. Среден годишен отток в долното течение (при град Сакраменто) 796,8 m³/s, минимален 112 m³/s, максимален 13 800 m³/s. В горното ѝ течение е изграден големия язовир „Шаста“, който регулира оттокът ѝ през годината, а водите му се използват за водоснабдяване, производство на електроенергия и напояване. Плавателна е за плитко газещи речни съдове на 288 km от устието. Долината ѝ е гъсто заселена, като най-големите селища са градовете: Рединг, Андерсън, Ред Блъф, Колуза, Сакраменто (столицата на щата Калифорния), Антиок, Питсбърг .